# Panaxia nexa
Panaxia nexa là một loài bướm đêm thuộc phân họ Arctiinae, họ Erebidae.